# ディートヘルム・フォン・アイヒェル＝シュトライバー
ディートヘルム・フォン・アイヒェル＝シュトライバー（Diethelm von Eichel-Streiber、1914年8月10日 - 1996年5月13日）は、第二次世界大戦時のドイツ空軍の軍人。大戦中96機を撃墜したエース・パイロットであり、その戦功から騎士鉄十字章を授与された。

## 経歴
1914年8月10日、テューリンゲン州オッパーズハウゼンに生まれた。1936年、コンドル軍団に志願し、爆撃機パイロットとしてスペイン内戦に参加した。この戦いの功績により剣付スペイン十字章金章を受章した。
1940年春、第52戦闘航空団第III飛行隊（III./JG 52）に転属し、1941年に第77戦闘航空団第III飛行隊（III./JG 77）の副官となった。ギリシャの戦いとクレタ島の戦いの間の5月14日、RAFのハリケーンを撃墜し初戦果を記録した。しかし対空砲によって撃墜され、ギリシャのモライ基地に不時着した。
6月26日、ヤシ近郊でツポレフ SB4機を撃墜し、5機撃墜によりエース・パイロットとなった。その後、第77戦闘航空団第1(教導)中隊（1.(Erg.)/JG 77）の中隊長に任命された。1942年1月31日、1.(Erg.)/JG 77が解散されると、第1戦闘航空団第10中隊（10./JG 1）に転属した。3月10日、10./JG 1は第5戦闘航空団第1中隊（1./JG 5）に再編された。
10月4日、東部戦線に戻る前に第51戦闘航空団第6中隊（6./JG 51）の中隊長に任命された。1943年5月30日にソ連戦闘機2機、6月8日にソ連戦闘機4機を撃墜し、15機撃墜を記録。7月10日、MiG-3 1機を撃墜し、20機撃墜を記録した。8月4日、LaGG-3 2機、Yak-11機を撃墜。8月11日にIl-2 4機、8月18日、8月19日、8月20日にIl-2 3機を立て続けに撃墜した。8月で計19機を撃墜した彼は、9月2日、さらにIl-2 2機を撃墜し、50機撃墜を達成した。12月15日、Il-2 7機、Yak-1 1機を撃墜し、「ace in a day」（1日で5機以上を撃墜したエース・パイロット）の称号を得た。
1944年4月5日、73機撃墜の功により騎士鉄十字章を受章した。5月1日、III./JG 51の飛行隊長に任命された。7月30日、ソ連戦闘機5機を撃墜。8月11日、Il-2 1機を撃墜し、90機撃墜を達成。8月25日、第27戦闘航空団第I飛行隊（I./JG 27）の飛行隊長となった。11月28日、生涯最後の撃墜となるUSAAFのP-47を撃墜した。
11月、レヒフェルトでメッサーシュミット Me262の飛行訓練を受けた。その後、第9航空軍団の爆撃機パイロットのジェット戦闘機パイロットへの転向を監督した。この任務に嫌気がさした彼は、第44戦闘団（JV44）への転属を手配することができた。ドレスデン爆撃で家族と友人を大勢亡くしたこととヒトラー暗殺計画に関与していた叔父に死刑判決が下ったことのショックから療養していた彼はJV 44で飛行することはなかった。
大戦中撃墜した96機の内94機（42機のIl-2を含む）が東部戦線での戦果だった。
戦後、アメリカに移住し、カリフォルニア州のモデストでフォルクスワーゲンの代理店を経営した。1996年5月13日、ノルトライン＝ヴェストファーレン州のボンで亡くなった。

## 受勲
- 剣付スペイン十字章金章
- 鉄十字勲章1939年章
  - 2級
  - 1級
- 空軍名誉杯（1942年10月12日）[1]
- ドイツ十字章金章（1942年10月17日）：第51戦闘航空団本部中隊の大尉として[2]
- 騎士鉄十字章（1944年4月5日）：第51戦闘航空団本部中隊の中隊長及び大尉として[3]